# Кауде
Ка́уде (ест. Kaude küla) — село в Естонії, у волості Йиґева повіту Йиґевамаа.

## Населення
Чисельність населення на 31 грудня 2011 року становила 49 осіб.